# National Fatherhood Initiative
La National Fatherhood Initiative (NFI) est une organisation à but non lucratif, non partisane, qui se donne pour but le bien-être des enfants au travers de la promotion de la paternité responsable. 
Ses bureaux sont situés à Gaithersburg, dans le Maryland. La NFI a été fondée le 7 mars 1994 par Don Eberly,,.